# 巴尔黑德县
巴尔黑德县，加拿大艾伯塔省中部的一个行政区，位于埃德蒙顿西北，属于艾伯塔省第13分区。总面积2,404.70平方公里，总人口6,096（2011年），人口密度2.5人/平方公里。